# Gammalstorp, Lidköpings kommun
Gammalstorp är ett gods i Tuns socken, Lidköpings kommun.

## Historik
Gammalstorp tros vara den gamla sätesgården i Tun, vilken vid 1400-talets början ägdes av riddaren Jöns Magnusson, häradshövding över Dal. Från mitten av 1400-talet ägdes Tun eller Gammalstorp, som det från 1400-talets slut kom att kallas, av släkten Posse. Dessa ägde Gammalstorp ända till 1700-talets början, varefter det sedan genom arv tillföll släkten Zelow och därefter genom köp till landshövding M. Friedenreich. På 1830-talet ägdes godset av Karl XIV Johan, under vars tid Lurö skärgård, som förut tillhört Gammalstorp, frånsåldes. Senare kom godset att ägas bl.a. av den kände arkitekten Torben Gruts familj. Den nuvarande huvudbyggnaden är från 1773.